# Los Angeles Olympic Organizing Committee
Das Los Angeles Olympic Organizing Committee (kurz: LAOOC) organisierte die Olympischen Sommerspiele 1984 in Los Angeles. Es entstand am 15. Juni 1978 aus dem „Committee of Seven“, das bis dahin dem IOC als Verhandlungspartner gegenüberstand. Das LAOOC berief am 26. Januar 1979 das 65 Personen umfassende Board of Directors. Paul Ziffren wurde am 26. März 1979  zum Chairman berufen, zudem wurde Peter Ueberroth als Präsident eingesetzt. Für die Organisation der Wettkämpfe bestimmte das LAOOC für die einzelnen Sportarten jeweils einen Kommissar. Für die Organisation der einzelnen Tätigkeitsbereiche richtete das LAOOC 1982 25 Subkommissionen ein. Als Sportdirektor arbeitete Michael O’Hara, der 1964 selbst am olympischen Volleyballturnier teilgenommen hatte.

## Vorbereitungen und Finanzen
Wie schon während der Bewerbungsphase angekündigt gab es kaum größere Bauprojekte, was beim IOC auf Kritik stieß. Das LAOOC wählte größtenteils bereits existierende Sportstätten im Großraum Los Angeles für die olympischen Wettbewerbe aus. Lediglich das Schwimmstadion, das Velodrom und die Tennisplätze wurden neu errichtet. Die beiden ersten wurden dabei jeweils von Sponsoren finanziert. Wie angekündigt errichtete das LAOOC kein zentrales Olympisches Dorf, sondern verteilte die Sportlerunterkünfte auf drei Orte. Für den Aufenthalt der Athleten wollte das Organisationskomitee zunächst pro Tag 55 bis 58 Dollar verlangen, vier Jahre zuvor waren es noch 20 Dollar. Nach Protesten einiger IOC-Mitglieder senkte das LAOOC den Preis letztendlich auf 42 Dollar.
Das LAOOC schloss mit 34 Unternehmen Sponsorenverträge ab. Coca-Cola zahlte 25 Millionen Dollar und Anheuser-Busch 15 Millionen Dollar, weitere Sponsoren waren unter anderem Canon, McDonald’s und American Express. Insgesamt erzielte das LAOOC damit 123 Millionen Dollar. Darüber hinaus verkaufte das Organisationskomitee an 64 Unternehmen Lizenzen. Das LAOOC und das USOC beantragten beim Kongress zudem die Prägung von Silbergedenkmünzen mit den Nennwerten 1 und 10 Dollar sowie Goldgedenkmünzen mit den Nennwerten 50 und 100 Dollar. Genehmigt wurden schließlich zwei silberne Ein-Dollar-Münzen zum Verkaufspreis von 32 Dollar und eine goldene Zehn-Dollar-Münze zum Verkaufspreis von 352 Dollar. LAOOC und USOC erhielten jeweils fünf Dollar pro verkaufter Silbermünze und 25 pro Goldmünze. Insgesamt übertraf das Ergebnis den erwarteten Gewinn von 150 Millionen Dollar, das LAOOC erwirtschaftete einen Gewinn von 232,5 Millionen Dollar. Statt dieses Geld wie zuvor üblich an das IOC abzuführen, gingen 60 % an das USOC. Mit den übrigen 40 % wurde die Amateur Athletic Foundation of Los Angeles (LA84 Foundation) gegründet, in der ehemalige hohe Mitglieder des LAOOC Positionen übernahmen.

## Mitglieder
Das Exekutivkomitee bestand aus:
- Paul Ziffren (Chairman des LAOOC)
- Peter Ueberroth (Präsident des LAOOC)
- Harry L. Usher (Vizepräsident und Generalmanager des LAOOC)
- Robert Cane (Vizepräsident des LAOOC)
- Anita DeFrantz (Vizepräsidentin des LAOOC)

Weitere Mitglieder des Exekutivkomitees waren:
- Howard P. Allan
- John C. Argue
- Roy L. Ash
- Yvonne Brathwaite Burke
- Justin Whitlock Dart
- Robert H. Helmick (AAU-Präsident)
- Lawrence Hough
- Rafer Johnson
- John B. Kelly Jr. (USOC-Vizepräsident)
- Maureen Kindel
- F. Don Miller (USOC-Generalsekretär)
- Stephen R. Reinhardt
- William R. Robertson
- Douglas F. Roby (IOC-Mitglied)
- Rodney W. Rood
- Julian Roosevelt (IOC-Mitglied)
- William E. Simon (USOC-Präsident)
- Gilbert R. Vasquez
- E. Cardon Walker
- Lew Wasserman
- David L. Wolper